# 15068 Wiegert
15068 Wiegert è un asteroide della fascia principale. Scoperto nel 1999, presenta un'orbita caratterizzata da un semiasse maggiore pari a 3,9894415 UA e da un'eccentricità di 0,2174398, inclinata di 1,74324° rispetto all'eclittica.
L'asteroide è dedicato all'astronomo canadese Paul Arnold Wiegert.